# Standard Test Data Format
 (septembre 2016).
Standard Test Data Format (STDF) est un format de fichier propriétaire destiné à contenir des informations de test pour l'industrie des semiconducteurs. Une fois les fichiers générés, ces derniers sont interprétés par un logiciel permettant de réaliser diverses analyses statistiques sur les composants testés.

## Histoire
Développé à l'origine par Teradyne, ce format est depuis largement utilisé par d'autres entreprises de cette industrie qui développent des équipements de test automatique tel que Verigy, LTX, Mu-TEST  et Credence Systems.

## Description
STDF est un format binaire, mais pouvant être converti dans un format ASCII, le ATDF, ou dans un format dont les valeurs sont séparées par des tabulations.
Traiter un fichier STDF nécessite une bonne compréhension de la norme STDF et la version de 2007 décrivant la quatrième version du format est composée de plus de 100 pages. Il existe plusieurs bibliothèques permettant de réaliser une telle opération. 